# Leonardo Ezequiel Flores
Leonardo Flores (Buenos Aires, 17 de mayo de 1997) es un futbolista argentino que juega como defensor en el Club Atlético Atlanta de la Primera Nacional.

## Trayectoria
Flores comenzó con Lanús. En febrero de 2018, el defensa se incorporó al primer equipo de Ezequiel Carboni, y posteriormente hizo su debut profesional el 24 de febrero en un empate 1-1 en casa ante Rosario Central. Una aparición más llegó el 11 de marzo contra Estudiantes, en una temporada (2017-18) que el club terminó en el puesto 22. El 15 de julio de 2018, Brown de Adrogué de Primera B Nacional completó la cesión de Flores. De junio de 2019 a junio de 2021 estuvo cedido en Atlanta.
El 30 de julio de 2021, Flores se unió a Banfield en un acuerdo hasta finales de 2024. Para tener más tiempo de juego, Flores fue cedido a Almirante Brown en enero de 2022 por el resto del año, con una opción de compra.